# Жандира Мартини
Жандира Мартини (порт. Jandira Martini; Сантос, 10. јул 1945 — Сао Пауло, 29. јануар 2024) била је бразилска глумица, сценаристкиња и списатељица краћих позоришних комада. Своју прву представу, Em Defesa do Companheiro Gigi Damiani, написала је 1981, а прву улогу добила 1967. године. Иако је последњих година прошлог века често радила и као режисер, од 2000. године се у потпуности посвећује глуми у теленовелама. Познате су њене улоге Антоније у тв серији Кућа седам жена, и Пуђе у теленовели Индија - љубавна прича. Ипак, најпознатија је остала као Зорајде у серији Забрањена љубав.